# 紅世の徒
“紅世の徒”（ぐぜのともがら）は、高橋弥七郎のライトノベル作品『灼眼のシャナ』およびそれを原作とする同名の漫画・アニメ・コンピュータゲームに登場する架空の生命体の種族名。
原作の文中では「“紅世の徒”」とダブルクオートで囲って表記される他、単に「“徒”」（ともがら）と言えば“紅世の徒”を指す。作中では特に、生まれ故郷の“紅世”を離れ、人間そのものを軽視し人間の“存在の力”を浪費する者に限定した呼称として用いられることも多い。

## 概要
この世の“歩いて行けない隣”にある別世界“紅世”の住民達であり、端的に言い表せば異世界の生命体である。“紅世”と“徒”という名称はどちらも“歩いて行けない隣”にある別世界の様子や、その住民の様子を聞いた人間の詩人によって名付けられている。
人間に似た精神構造を持ち、離れた場所の強い感情や意思と共感する能力や、この世の“存在の力”を自在に操る能力を持つ。また、自らの“存在の力”も持つ。人間と同様に（実際には若干異なるが）男女の別があり、存在の分化（この世の生き物で言う生殖）の際の機能や、根本的な性質が酷似している。この世で数千年生きている“徒”もおり、老若の概念があるが、作中“徒”の自然死には触れられておらず、寿命などは不明。生まれた時からある程度の力と意識を持ち、すぐさま生きるための戦いを始めるとされる。その他の詳細は、作中の描写が少なく不明瞭な部分が多い。
“徒”の生まれ故郷である“紅世”は、この世とは異なる物理法則によって成り立つ異世界である。“紅世”においてこの世で言う五感は意味をなさず、「力そのものが混じり合う世界」「あらゆるものが、現象による影響と意思による干渉の元、延々変化し続ける世界」とされている。そのため生きる上での無駄を持つ事が許されず、互いの力の鬩ぎ合いを延々と続けなければならない、生きていくには過酷な世界である。“紅世”と名づけられる以前、彼らはその有様を“渦巻く伽藍”と表現していた。

### この世での“紅世の徒”
生まれ故郷の過酷な環境を嫌った一部の“徒”は、「より自由」で気侭な生活を望んでこの世へ渡り来たり、欲望のまま放蕩の限りを尽くすために行動する。具体的な欲望は個々の“徒”によって異なり、この世の物品を集める者、人間との交流を望む者、人間が生み出した文化などに魅せられた者、戦いにしか興味のない者など、非常に多彩である。
また、単なる好奇心からこの世へ渡り来る“徒”も多く、この世で行動するうちに自身の在りようや欲望に適った目的を見出す場合もある。
顕現
本来この世の存在でない“紅世の徒”は、“存在の力”を消費することで自分自身の“存在の力”（『本質』とも呼ぶ）を変換しこの世に“実体化”する。“徒”自身がこの世に実体として現れることや、己の意思や存在を自在法としてこの世に現す事を「顕現」と呼ぶ。
この世に顕現し実体となった“徒”は通常、その“徒”の本質を「形ある何か」で表した姿となる。具体的には、この世に存在する人間や獣に似た姿、植物や道具、この世の生き物にはありえない怪物、それらの形状が混在した姿など、個々の“徒”により千差万別である。これらの姿はあくまでも「この世」での姿であり、“紅世”での姿とは異なる（そもそも五感が意味を成さない世界なので、『姿』の概念が通用するかは不明）。また近代以降は、人間社会への憧れから「本質に見合った人間の姿」に変換する「人化の自在法」を常用する“徒”も増えている。
“徒”にとってのこの世の“存在の力”
この世での“徒”の行動は全て“存在の力”の消費の上で行われる。“徒”は通常、この世に存在するだけでも常に“存在の力”を消費する。また消費する“存在の力”の量は、その実現が困難であるほど多くなる。
この世で欲望のままに行動する“徒”は、この世で存在を維持するために人間の“存在の力”を喰らい、これを自分の力に変えて「顕現」する。“徒”にとって、この世の“存在の力”を喰らい自分の力に変える事は、呼吸に等しいほど容易な行動である。
この世の“存在の力”を使わず“徒”自身の“存在の力”（すなわち自身の『本質』）を消費して「顕現」することも可能だが、それは自分の身を削る行為であり、自身の“存在の力”が尽きればその“徒”は死滅する。また、何らかの理由で負傷すると、“徒”自身の“存在の力”が火の粉と化し傷口から失われる。負傷からの回復には“存在の力”を摂取する必要があり、負傷の程度が大きいほど回復に必要な“存在の力”の量も多くなり、負傷の程度によっては死亡することもあり得る。
“徒”が喰らう“存在の力”が人間のものに限定されるのは、人間がこの世で最も“徒”に近い存在だからである。人間以外の動物や物質も“存在の力”を持つが、これらは“徒”には合わず、喰らえば逆に力が薄められてしまう。なお、これらとは別に純粋な“存在の力”も存在するが、『都喰らい』と呼ばれる秘法を使った後にしか作中では言われていない（詳細は不明だが、「純度」という表現が使われていることから、“徒”が喰らう“存在の力”は通常、何らかの「不純物」を含んでいるとも推測できる）。
また、“徒”には“存在の力”を自分の力に変換し統御できる限界があり、それを超えた量の“存在の力”を“徒”が取り込むと、自分の意思総体が逆に飲み込まれ薄められ消えてしまう。
真名と通称
“徒”には“紅世”での本名にあたる真名と、この世で付ける呼び名である通称がある。真名は姓（名字）、通称は下の名前のようなニュアンスで用いられており、名乗る場合は真名の後ろに通称を付けて名乗る。“徒”同士の場合は基本的に、親しくない間柄では真名のみ、もしくは真名と通称を繋げて呼び合い、親しい場合は通称だけで呼び合う。
真名は、“徒”の本名であると同時にその“徒”の本質を表しており、この世においてはこの世の言語に訳して用いられる。各国語には自在法『達意の言』によってその本質を伝えていると思われる。
“徒”は自分で自分の通称を定めるため、その由来も個々の“徒”により様々である。気分で改名することや、異なる文化圏ごとに複数の通称を持つ者もいる。なお、あだ名や愛称とは別物である（芸名やペンネーム、ハンドルネームのような概念に近い）。
古代、人知を超えた力を持つ“徒”を見た人間が彼らを崇め畏れて異名を付け、“徒”もそれを自らの力の証・誇りとして名乗ったことが通称の始まりである。そのため、神話・伝説・伝承に登場する神や悪魔などの中には、その正体が“徒”である場合もある（ただし全ての神や悪魔が“徒”というわけではない）。後世になると、他者から神や悪魔の名（元は“徒”の通称であったものも含む）を当てはめられた者のほかにも、自ら通称を名乗る者も現れるようになった。参考程度の傾向としては、古株の“徒”は神の名を名乗る者が、時を経るごとにそれ以外の名を名乗る者が多い。
なお、討ち手と契約する“王”は真名が全て「○○の○○」で統一されているが、これは彼らが人間の側に立っていることの暗喩。
“徒”の死後
本来この世の存在でないためか、死亡すると“存在の力”を感じ取れない人間には忘れ去られ、写真や書いた文字なども消えてしまう。ただし、暗号や秘文字を使った文章は稀に“徒”の死後も残る事があり、人間から人間へ移動した“徒”の情報も何らかの形で残る事がある。
死んだ“徒”の情報や遺物がどの程度残るかは、その情報が“徒”にどれだけ深く関連しているかによって異なる。“徒”への関連が深い情報や遺物ほど消失しやすく、不正確で難解な情報は比較的残りやすい。
“徒”たちは相当な分量でこの世の伝承に入り込んでいるが、それらはほとんどが『この世の本当のこと』を知らない人間の残した不正確な誤伝ゆえに、関連性があまりにも離れているため、“徒”の死後にもこの世から消えずに残っている。ただし正確かつ大真面目に記されていたならば、“徒”が死んだ場合、その“徒”が記された神話体系の存在はこの世から消える。
この世での“徒”の歴史
この世と“紅世”の行き来がなかった古代、“徒”らはこの世の人間の感情と共感し、「歩いて行けない隣」にあるこの世の存在を知る。そして間もなく“徒”の一人、ある“紅世の王”が狭間渡りの術を編み出し、“徒”らは“紅世”とこの世を往来するようになった。
この世との往来が始まった当初、“徒”らはこの世を自分の意のままに出来る楽園と考え、容赦なく人間を喰らい、この世の事象を弄り、欲望のままに行動していた。しかし、これらの放埓によりこの世に「世界の歪み」が生じ、この世と“紅世”の境界が歪み荒れ始め、そこを通る“徒”達が傷ついたり消滅や行方不明になる事態が発生し始める。
この「歪み」の発生により一部の“徒”らは、いつか両世界に致命的な大災厄が発生することを危惧、予測し恐れ始めるようになる。彼らの中から、同胞を殺してでもこの世の“存在の力”の乱獲を阻止しようと考える者が現れ始め、「同胞殺しの道具」とも呼ばれる元人間の討滅者フレイムヘイズを生み出し、戦うようになった。
一方、欲望のために行動する“徒”らにとって、欲望を邪魔するフレイムヘイズは面倒で厄介な存在であった。そこで、フレイムヘイズを引き寄せる「歪み」を一時的に緩和させる道具「トーチ」を作り出した。こうして欲望のままに生きる“徒”と、そうした“徒”を滅ぼす討滅者フレイムヘイズは、果てることの無い戦いを現代に至るまで延々と続ける事になった。
“徒”と人間との関わり
古代、この世に渡り来た当初の“徒”は、人間と近しく接していた。“徒”は己の本性のままに自分の姿を現し、人間からは神や天使や悪魔、妖精や妖怪、時には仙人や奇人変人として認識されつつ、人間社会と関わっていた。
しかしフレイムヘイズの忌避、産業革命によって発達した人間文明への憧れ、隠蔽の自在法「封絶」の発明などから、多くの“徒”が活動を水面下へ移していった。
現代の“徒”
しかし現代では、高度な文明を持つようになった人間という種族に対する憧れや、絵描きやギャンブル、煙草や高級な食品など、人間社会の中に己の欲望の目当てを見つけ、「人化の自在法」を用いて人間社会に溶け込む“徒”も多く、この世にとって異形である「本性の姿」を陳腐とする風潮も生まれている。なお、“徒”は最初に踏んだ国を贔屓する傾向にあり、人化の際もその影響でその国の人種の姿をとる。
特に決定的な変化をもたらしたのが、19世紀後半に二人の天才により生み出された自在法『封絶』であり、“紅世”に無関係な存在（通常のトーチを含む）を停止させ、“徒”達の行動を隠蔽するこの自在法が多用されるようになった現代では“徒”と人間の関わりは非常に薄くなった。復讐心が生まれる機会も減少した為、フレイムヘイズの発生も減少傾向にあった。

### “紅世の王”
"ぐぜのおう"と読む。単に“王”とも称される。“紅世の徒”の中でも、強大な力を持っている者の総称。特に明確な基準があるわけではなく、“徒”たちの間の風聞や力の大きさ・強さによって“王”であるか否かが決まる。中には実力的には“王”であっても、その強さを世に示さずにいるせいで“王”とは呼ばれず“徒”と扱われている者もいる。
なおここで言う「力の大きさ」とは、自身で統御できる“存在の力”の規模のことであり、大規模な“存在の力”を統御できる者が「強大な力を持つ」者とされる。“徒”がモーターボートだとすれば“王”は戦艦であるとも言われ、仮に“王”が持ち得るほどの莫大な量の“存在の力”を、それだけの力を統御できない“徒”が得た場合、逆に意思総体を飲み込まれ、存在を希釈されて消えてしまう。
“徒”も人間と同じように成長するため、“徒”だった者が強くなり“王”になることもできる。しかし、その成長の度合いもやはり人間と同じくその者の才能や努力によって決まるので、生まれた時から“王”であった者もいれば、後天的な鍛錬や研鑽によって“王”に上り詰める者もおり、逆に一生努力しても“王”になれずに“徒”のままで終わる者もいる。

### 神
“紅世”における世界の法則の一端を体現する超常的存在の総称。この世の神とは意味合いが異なり、宗教で崇められる象徴や概念的な存在ではなく、実際にどこまでも現実的に存在する。世界の法則の体現者ではあるが、神が“紅世”を留守にしても“紅世”の世界法則自体が無くなるわけではないため、特に問題は出ない。
“紅世”において通常の“徒”はこの世での人間にあたる存在であり、通常の“王”も強大な力を持っているというだけの同一種であるが、神は“徒”や“王”と呼称されることはあっても、通常の“徒”や“王”と違って“紅世”での人間には相当しない異なる類別の存在である。とはいえ普段は他の“王”となんら変わりのない存在（特にフレイムヘイズと契約している場合）であるが、それぞれが特異な権能を司っており、祈りと代償、運と神自身の意思によって、神としての絶大な力を発揮する。中には神霊状態の者もいる。
神の降臨を要請する儀式を『召喚』と呼び、儀式は「神の意思をその力を欲する者に向けさせること」「了解を得るための代償として犠牲を払うこと」の二つに大別される。神としての権能の威力を最大限に発揮させるための神威の召喚を神威召喚（神威そのものであり実体を持たないシャヘルは神意召喚となる。なおXXII巻での「召還」は誤字）と呼び、その儀式を行う際に生贄が必要だが、神威召喚が成されると、神は“存在の力”を消費することなく、他の“徒”には無い「神としての力」を振るう事ができる。
なお、フレイムヘイズ誕生の際の契約と呼ばれる行為は、ある“紅世の王”が神の召喚の儀式の手法を応用し、真似た物である。
作中では儀式“天破壌砕”で召喚される『審判』と『断罪』の権能を持つ『天罰神』。儀式“祭基礼創”で召喚される『造化』と『確定』を権能とする（その権能は「踏み出し見出す力」とも言われる）『創造神』。儀式“嘯飛吟声”で召喚される『喚起』と『伝播』の権能を司る『導きの神』の神格が確認されている。

#### 眷属
“紅世”の神の権能を効率的に発揮させるために存在する“紅世の徒”。定義は『神の権能を補助する存在』であり、存在そのものが世界法則の一部であり神に仕えることを定められた特異な存在。元々“紅世”に眷属は存在していなかったが、太古の時代に創造神“祭礼の蛇”が“紅世の徒”たちの願いを束ね叶えた結果、当時の“徒”たちが神に直接願いを奉じて生贄を捧げるのを憚り、気軽に話を通す窓口を欲しがったことが反映され世界法則に『眷属というシステム』を加えたことで生み出された。仕える神や眷属によって役割や在り方はそれぞれ異なり、中には眷属ではない生まれの“徒”に啓示を行って後天的に眷属として選ぶ任命制とも言うべき手法の神もいる。また、眷属というシステムは欲望の肯定者である創造神が“徒”の願い（欲望）を叶えた結果であるため、欲望の抑止力たる例外的な存在（＝出来れば動いて欲しくない神）である天罰神“天壌の劫火”には眷属は生まれなかった。
作中では『創造神』“祭礼の蛇”によって作り出された“千変”“頂の座”“逆理の裁者”、『導きの神』“覚の嘨吟”から眷属に任命された“笑謔の聘”が確認されている。

### “燐子”
"りんね"と読む。“紅世の徒”が作り出した、“徒”の下僕。この世の物に“存在の力”を吹き込む事で作られ、その存在には作り主の“徒”の在り様が反映される。人間の“存在の力”を喰らう事は出来るが、その“存在の力”を自分の力に変えることはできず、作り主である“徒”から“存在の力”を供給されることでしか存在を維持できない。そのためほとんどの“燐子”は主から離れて数日で消えてしまい、低級なモノでは作り主が討滅された時点で活動を停止したり消滅するモノもいる。
物によってかなり性能が異なり、自立した意識を持たず、“徒”の自在法の補助のみに使われる道具同然の“燐子”もいれば、自在法や宝具を使う事すら可能な高度な知性と自立した意思総体を持った“燐子”もおり、その差は元となるこの世の物体の違いや、その“燐子”の使い道や、作り手である“徒”の技量によって異なる。
かつては槍代わり足代わりに強力な魔獣型“燐子”が作られたが、人間が文明の利器を発展させるにつれそれに置き換えられていき、現在では「複雑な仕掛けのピース」か「簡単な雑役の他の下僕」の二種に分化した。
“燐子”の作成やその維持には相応の“存在の力”やそれを繰る技量が必要なため、“徒”によって“燐子”を無数使役したり、一体も使わなかったりとまちまちである。“徒”やトーチ同様、燃え尽きると、存在の消失を感じ取れない人間には忘れ去られる。